# Administração de Xi Jinping
A Administração de Xi Jinping sob o Partido Comunista Chinês (PCC), oficialmente chamado de o Comitê Central do Partido Comunista da China com Xi Jinping como núcleo (em chinês:  以习近平同志为总书记的党中央) refere-se ao Comitê Central do Partido Comunista da China da 18ª à 20ª legislatura, com Xi Jinping como líder central (ou seja, "o núcleo do Comitê Central, o núcleo de todo o Partido"). Essa expressão foi adotada pela primeira vez na 6ª sessão plenária do Comitê Central do Partido Comunista da China da 18ª legislatura, em 2016, substituindo a expressão anterior, usada durante o período de Hu Jintao, "o Comitê Central do Partido Comunista da China com Xi Jinping/Hu Jintao como secretário-geral". Após o 19º Congresso Nacional do Partido Comunista da China, em 2017, o pensamento de Xi Jinping sobre o socialismo com características chinesas na nova era foi incluído no estatuto do Partido. Analistas acreditam que essa medida consolidou ainda mais o sistema de liderança de Xi Jinping como o líder supremo de todo o Partido, e estabeleceu Xi Jinping como o líder central. A Voz da América (VOA) acredita que "isso efetivamente substituiu o sistema de liderança coletiva praticado na China desde a reforma e abertura".
Em 2018, o 13.º Congresso Nacional do Povo aprovou uma emenda à Constituição que aboliu o limite de mandatos para o presidente. Xi Jinping ultrapassou esse limite, sendo reeleito líder supremo do Partido Comunista da China em 23 de outubro de 2022, durante o, 20.º Congresso Nacional do Partido Comunista da China.

## História
Desde 16 de janeiro de 2015, as organizações partidárias do Comitê Permanente da Assembleia Popular Nacional, do Conselho de Estado, da Conferência Consultiva Política do Povo Chinês, do Supremo Tribunal Popular e da Procuradoria Popular Suprema realizam, anualmente, em janeiro, uma apresentação de trabalho ao Comitê Permanente do Politburo do Comitê Central do Partido Comunista Chinês, presidido pelo Secretário-Geral do Comitê Central do Partido Comunista Chinês. Essa apresentação é então discutida na reunião plenária do Comitê Central do Partido Comunista Chinês que ocorre em seguida.
Após o 6º plenário do Comitê Central do Partido Comunista da China da 18ª legislatura, o Comitê Permanente do Politburo do Partido Comunista da China realizou uma reunião de crítica e autocrítica em 26 e 27 de dezembro de 2016, reafirmando a posição central de Xi Jinping e exigindo que os membros do Politburo tenham "quatro consciências", incluindo a consciência central e a consciência de seguir o líder. O Secretário-Geral do Partido Comunista da China, Xi Jinping, disse na reunião: "Para mim, ser o núcleo do Comitê Central e de todo o Partido é uma responsabilidade. Usarei toda a minha vida e toda a minha energia para retribuir a confiança do Partido e do povo, trabalharei até morrer, enfrentarei qualquer desafio e nunca desistirei". Ele também propôs: "Todos somos membros desta equipe de liderança, devemos nos posicionar corretamente, independentemente do cargo que ocupemos ou do poder que tenhamos, devemos cumprir as decisões tomadas pelo coletivo", enfatizando a necessidade de "seguir rigorosamente o sistema de consulta e relatório de questões importantes".
Em outubro de 2017, o 19º Congresso Nacional do Partido Comunista da China incluiu a posição central de Xi Jinping como núcleo do Comitê Central e de todo o Partido no estatuto do Partido. A revista "Qiushi" o chamou de "líder escolhido por unanimidade". Além disso, o Partido Comunista da China propôs e enfatizou o slogan das "duas salvaguardas", que exige que todos "salvaguardem a posição central do secretário-geral Xi Jinping", "salvaguardem a autoridade e a liderança concentrada e unificada do Comitê Central".
Em 27 de outubro de 2017, Xi Jinping presidiu uma reunião do Comitê Permanente do Politburo do Partido Comunista da China, que aprovou o "Regulamento sobre o fortalecimento e a manutenção da liderança concentrada e unificada do Comitê Central do Partido Comunista da China". Esse regulamento, além de enfatizar a posição central de Xi Jinping como líder supremo de todo o Partido, também estabelece que todos os membros do Comitê Permanente do Politburo devem apresentar relatórios escritos ao Comitê Central e ao Secretário-Geral todos os anos. Essa medida subverte o sistema de liderança coletiva que vigorava desde o, 12.º Congresso Nacional do Partido Comunista da China, quando o cargo de presidente foi abolido. O regulamento estabelece que o Secretário-Geral tem autoridade direta sobre o Comitê Permanente do Politburo, tornando os membros do Politburo subordinados ao Secretário-Geral.
Ao fortalecer a posição central de Xi Jinping, o Partido Comunista Chinês também modificou o seu estatuto e a Constituição da China, reforçando a sua própria liderança. Em 2017, o 19.º Congresso do Partido Comunista Chinês aprovou uma série de alterações ao estatuto do partido, incluindo a inclusão da frase "manter a liderança do Partido em todos os trabalhos". Esta alteração foi interpretada como um sinal do fortalecimento da autoridade de Xi Jinping e da concentração de poder nas suas mãos. Em 2018, o 12.º Congresso do Povo aprovou a "Emenda à Constituição da República Popular da China", que incluiu a frase "a liderança do Partido Comunista Chinês é a característica mais essencial do socialismo com características chinesas".  As alterações ao estatuto do Partido Comunista Chinês e à Constituição da China são reflexos do aumento do poder de Xi Jinping e do PCC.
Em 26 de fevereiro de 2018, o 19º Congresso do Partido Comunista da China realizou sua terceira sessão plenária, que aprovou uma reforma profunda das instituições do partido e do estado. Isso incluiu a criação de novos órgãos de liderança do partido, como o Comitê Central de Promoção da Governança do Estado sob o Condicionamento da Lei, o Comitê Central de Auditoria e o Grupo de Líderes do Trabalho Educacional Central. Também incluiu a reorganização de antigos grupos de liderança, que foram convertidos em comitês, como o Comitê Central de Promoção da Reforma Integral, o Comitê Central de Segurança Cibernética e Informação, o Comitê Central de Assuntos Econômicos e o Comitê Central de Trabalho Diplomático. Além disso, as funções do Departamento de Organização do Comitê Central do PCC, do Departamento de Propaganda do Comitê Central do PCC e do Departamento de União do Comitê Central do PCC foram ampliadas. Essas instituições do partido assumiram parte das funções que antes eram de departamentos administrativos do Conselho de Estado.
Em 11 de março de 2018, o Congresso Nacional do Povo aprovou uma emenda à Constituição da China. A cláusula que limitava a dois mandatos consecutivos o mandato do presidente da República foi eliminada da Constituição. Como o estatuto do Partido Comunista da China não limita o número de mandatos consecutivos para os cargos de secretário-geral do Comitê Central do PCC e presidente da Comissão Militar Central do PCC, Xi Jinping pode, teoricamente, permanecer no poder indefinidamente.
Em 21 de março de 2018 e 28 de fevereiro de 2019, Xi Jinping revisou duas vezes os relatórios apresentados pelos membros do Comitê Político do PCC. Ele também apresentou suas próprias exigências aos membros do Politburo e fez comentários personalizados, mostrando seu poder e autoridade absolutos como Líder Supremo da China. Nos relatórios, os membros do Politburo relataram que devem "conscientemente defender a posição de núcleo de Xi Jinping no Comitê Central do PCC e em todo o partido", e tomá-la como "o princípio político mais alto e a regra política fundamental", e "conscientemente consultar o Comitê Central e Xi Jinping sobre questões importantes, assuntos importantes e trabalhos importantes".
A partir de 28 de fevereiro de 2021, os membros do Comitê Permanente do Congresso Nacional do Povo, do Conselho de Estado, da Conferência Consultiva Política do Povo Chinês (CCPPC), do Supremo Tribunal Popular, do Ministério Público do Povo Chinês e do Comitê Central do Partido Comunista da China e do Secretariado do Comitê Central do PCC devem apresentar relatórios de trabalho ao Comitê Central e a Xi Jinping pessoalmente todos os anos.
Desde o 18º Congresso do Partido Comunista da China, o Comitê Central do PCC, com Xi Jinping como núcleo, organizou e realizou cinco atividades de educação interna, incluindo a Educação Prática da Linha de Massa do Partido, a Educação Temática "Três Severas e Três Realizações", a Educação "Aprenda Dois e Pratique Um", a Educação Temática "Não Esqueça o Propósito Original, Lembre-se da Missão" e a Educação Histórica do Partido.

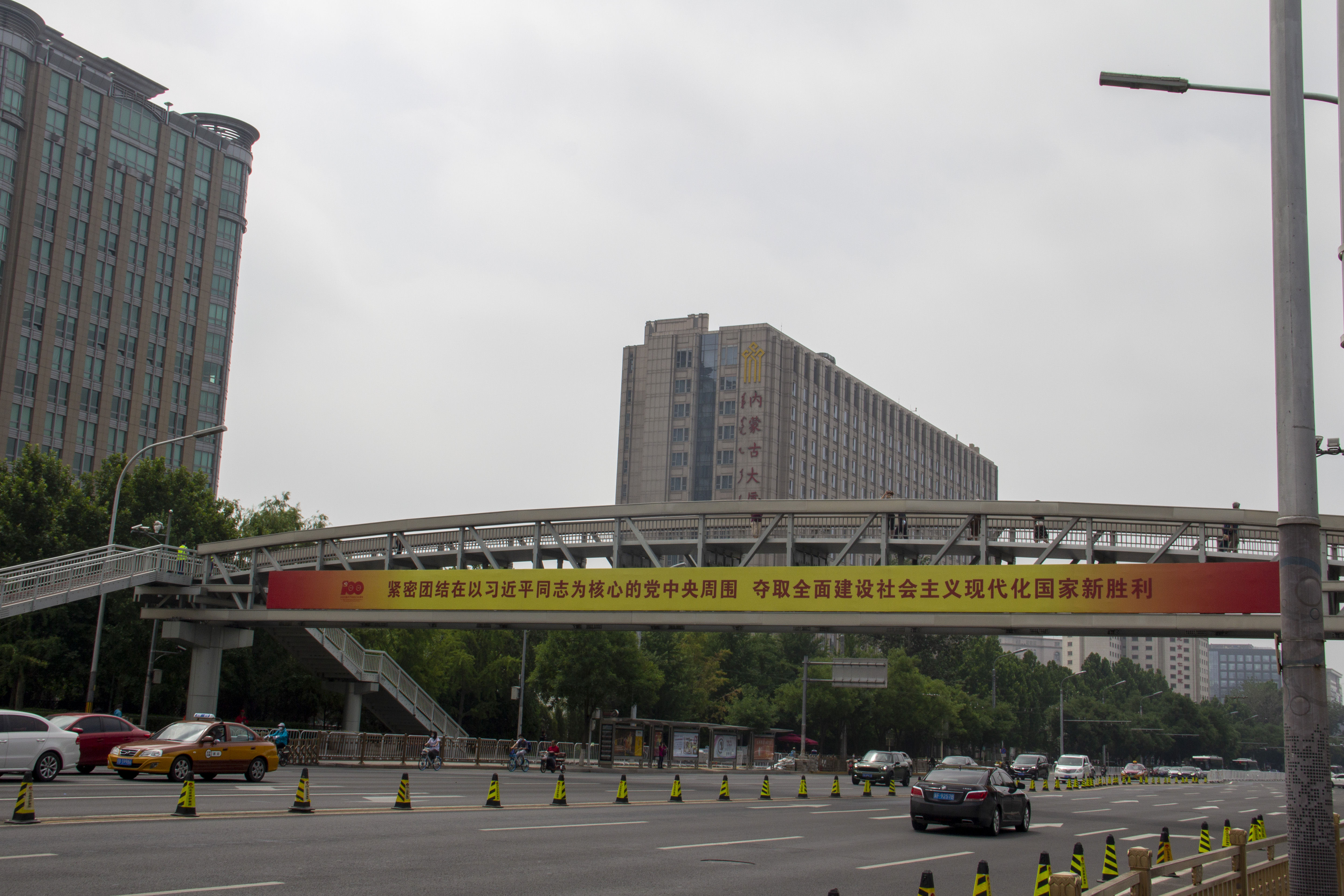
Na ocasião do centenário da fundação do Partido Comunista da China, um cartaz de propaganda em Pequim dizia: "Uni-vos em torno do Comitê Central do Partido sob a liderança do camarada Xi Jinping para conquistar novas vitórias na construção integral de um Estado socialista moderno"

## Partido e Governo

### Discurso 819
Em 19 de agosto de 2013, Xi Jinping discursou no Encontro Nacional de Propaganda e Agitação sobre o "trabalho de construção econômica" e o "trabalho ideológico do Partido Comunista da China". Em seu discurso, Xi Jinping enfatizou que "a construção econômica é o trabalho central do Partido e o trabalho ideológico é um trabalho extremamente importante do Partido".

### Governar o partido
Em 16 de março de 2012, Xi Jinping escreveu um artigo no jornal do Partido Comunista da China, "Questões", enfatizando que os líderes devem liderar na "manutenção da pureza do partido". Ele afirmou que "alguns líderes não foram capazes de lidar corretamente com seus interesses pessoais na economia de mercado, e acabaram se corrompendo e degenerando. A lição é extremamente profunda, e devemos remover resolutamente os elementos degenerados e corruptos que já perderam a qualificação de membro do partido." Xi Jinping também enfatizou que "é essencial seguir rigorosamente o princípio do centralismo democrático do partido. Não podemos ter um sistema de um homem só, onde uma pessoa ou um pequeno grupo de pessoas tomam todas as decisões. Em vez disso, devemos seguir o princípio do "debate coletivo", e tomar decisões com base na sabedoria coletiva e em procedimentos rigorosos." Os meios de comunicação oficiais acreditam que o artigo de Xi Jinping transmitiu uma forte mensagem de que "o partido deve se autogovernar e governar-se com severidade" em relação à questão da corrupção entre os membros do partido. A opinião pública especula que os "tigres corruptos" do partido, ligados a Zhou Yongkang e Li Peng, já estão na mira da Comissão Central de Inspeção Disciplinar do Partido Comunista da China.
Em novembro de 2013, o Terceiro Plenum do 18º Comitê Central do Partido Comunista da China decidiu estabelecer o Grupo de Liderança Central para a Reforma Integral e Profunda. É o órgão de liderança supremo do Comitê Central do Partido Comunista da China sobre a reforma em todos os setores do partido e do estado. O secretário-geral do Comitê Central do Partido Comunista da China, Xi Jinping, é o líder do grupo, e o vice-presidente do Comitê Permanente do Politburo, Li Keqiang, Liu Yunshan e Zhang Gaoli são os vice-líderes. A primeira reunião do Grupo de Liderança Central para a Reforma Integral e Profunda ocorreu em 22 de janeiro de 2014.
Em 9 de maio de 2014, Xi Jinping afirmou em uma reunião de democracia viva com o Comitê Permanente do Comitê do Partido Comunista da China em Lankao, província de Henan: "Que os funcionários que trabalham duro e são verdadeiramente dedicados ao trabalho sejam realmente valorizados e tenham a oportunidade de desenvolver plenamente seus talentos, e que os funcionários com comportamento irresponsável e que buscam atenção sejam impedidos de se promover e sejam punidos." Os meios de comunicação oficiais usaram a Revolta de An Lushan da dinastia Tang como um aviso, apontando que a promoção de certos tipos de pessoas estabelece padrões e orientações, e também traz consigo um determinado clima. Se os funcionários com problemas de caráter e comportamento não forem punidos e, em vez disso, forem promovidos, isso só terá um impacto negativo.
Em junho e julho de 2014, o ex-vice-presidente do Comitê Central do Exército, Xu Caihou, e o ex-membro do Politburo Permanente, Zhou Yongkang, foram presos um após o outro. Isso foi considerado um dos pontos altos da campanha anticorrupção "Caça aos Tigres" do governo de Xi Jinping.
Em dezembro de 2014, Xi Jinping propôs, durante uma visita de inspeção a Jiangsu, que a "governança rigorosa do Partido" fosse coordenada com a "construção de uma sociedade moderadamente próspera, a reforma abrangente e a promoção da governança do Estado de direito" para impulsionar a reforma e a abertura e a construção do socialismo moderno a um novo patamar. Isso foi chamado de "estratégia de quatro frentes".

### Visita ao Sul da China
Ao contrário de seu antecessor, Hu Jintao, que escolheu o condado de Xibaipo, Hebei, como seu primeiro destino após assumir o cargo de Secretário-Geral do Partido Comunista da China, Xi Jinping escolheu a cidade de Shenzhen, na província de Guangdong, como seu primeiro destino de viagem, e não Yan'an, a cidade natal do Partido Comunista Chinês, onde Xi trabalhou por seis anos. Isso levou a especulações de que Xi Jinping é mais propenso a apoiar a reforma e a abertura. Durante seus cinco dias de visita a Guangdong, Xi Jinping lançou várias declarações enfatizando "a promoção da reforma e a defesa da abertura" e "a necessidade de novas explorações". Ele também descreveu a reforma e a abertura como "o movimento chave que decidiu o destino da China". A rota da visita de Xi Jinping a Guangdong é semelhante à da visita de Deng Xiaoping a Guangdong em janeiro de 1992, 20 anos antes. Xi Jinping foi acompanhado pelo líder do partido reformista, o membro do Politburo Permanente Wang Yang, e visitou pessoalmente autoridades locais que serviram sob Deng durante seu período na província. A visita de Xi Jinping também foi chamada de "nova visita ao sul" pela mídia. O New York Times acredita que a "nova visita ao sul" é "o sinal mais forte de que Xi pode apoiar políticas mais abertas".

### Disciplina governamental
Em 4 de dezembro de 2012, Xi Jinping propôs, em uma reunião do Politburo do Partido Comunista da China, as "Oito Regras Centrais" (Xi Eight), sobre "a melhoria do estilo de trabalho" e "o fortalecimento dos laços com o povo". Essas regras visavam fortalecer a construção do Partido Comunista da China e melhorar o ambiente social por meio de um bom estilo de trabalho e de governo. O governo de Xi Jinping implementou uma ampla e rigorosa campanha anticorrupção, incluindo a primeira ação contra um ex-membro do Politburo Permanente do Partido Comunista da China desde Deng Xiaoping e a primeira responsabilização de um ex-membro do Politburo por violações de disciplina desde a fundação da República Popular da China (Ma Wenzhou).

## Ideologia

### Sonho Chinês
Em 15 de novembro de 2012, Xi Jinping, em seu discurso de posse como Secretário-Geral do Partido Comunista da China, declarou: "Vamos unir e liderar todo o Partido e todo o povo do país" e "continuar a trabalhar duro para realizar o grande renascimento da nação chinesa". No mesmo dia 29 de novembro, Xi Jinping visitou a exposição "O Caminho da Restauração" e propôs o conceito de "Sonho Chinês", definindo-o como "a realização do grande renascimento da nação chinesa". Em 4 de janeiro de 2013, Liu Yunshan, membro do Politburo Permanente do Partido Comunista da China responsável pela ideologia, mencionou "lutar pela realização do 'Sonho Chinês'" em uma reunião de ministros da propaganda. Posteriormente, Xi Jinping fez várias palestras em diferentes ocasiões sobre a proposta de "realizar o grande renascimento da nação chinesa" nos dois séculos.

### Promoção
Em 22 de abril de 2013, a Secretaria-Geral do Comitê Central do Partido Comunista da China emitiu um comunicado sobre a situação atual na área da ideologia, exigindo que se fortaleça a liderança do trabalho ideológico e se esteja alerta a sete perigos. Mídias oficiais, como a Partido Construção e Red Flag Manuscript, publicaram artigos refutando o pensamento constitucional. A Red Flag Manuscript publicou o artigo "Um estudo comparativo de constitucionalismo e sistema democrático popular", criticando-o com base na teoria marxista; a revista Partido Construção publicou o artigo "Não se pode tomar o constitucionalismo como o conceito político básico de nosso país", afirmando que o constitucionalismo é de natureza burguesa, que a China deve abolir a liderança do Partido Comunista, subverter o regime socialista e que é incompatível com a democracia política de características chinesas.
Em 19 de agosto de 2013, o Comitê Central do Partido Comunista da China realizou uma reunião nacional de trabalho de propaganda e ideologia, na qual Xi Jinping proferiu o discurso de 19 de agosto, enfatizando que o trabalho ideológico é "extremamente importante".
Após a reunião, 31 ministros da propaganda apelaram para "levantar a espada", e os ativistas Xue Manzi e Xu Zhiyong foram presos e detidos; em 3 de setembro, o Beijing Daily publicou um artigo de manchete afirmando que "a posição na área da ideologia não pode ser perdida"; em 8 de setembro de 2013, o Supremo Tribunal Popular e o Supremo Tribunal Popular da China emitiram uma interpretação judicial que reduziu drasticamente o padrão de acusação de difamação, fixando o limite de entrada para difamação e boatos na internet em 500 vezes de compartilhamento.
Após Xue Manzi, as autoridades chinesas subsequentemente organizaram a confissão e o arrependimento público na televisão estatal antes do julgamento para Chen Yongzhou, Li Daimo, acusado de envolvimento em drogas e facilitação do uso por outras pessoas, Guo Meimei, acusada de crime de operação de cassino, Huang Haibo, envolvido em prostituição, e Wang Xin, fundador do site de compartilhamento de vídeos online Kuaibo, acusado de disseminar material obsceno.
Em junho de 2016, a Administração Nacional de Rádio e Televisão da China (广电总局) emitiu um novo decreto para restringir o entretenimento, reprimindo os programas de variedades.

### Rede
Em 18 de dezembro de 2012, o jornal "Diário do Povo" publicou o artigo "A internet não é terra de ninguém", e os jornais "Guangming Daily" e "CCTV" também transmitiram programas que apelavam por um reforço da regulamentação. Em 28 de dezembro, a 30ª sessão do Comitê Permanente do 12.º  Congresso Nacional do Povo aprovou o projeto de decisão sobre o reforço da proteção das informações na internet.
Em 4 de janeiro de 2013, o site oficial da revista "Yanhuang Chunqiu" foi fechado. Em 23 de janeiro, ele foi novamente aberto para acesso. O membro do Comitê Permanente do Politburo do Partido Comunista da China, Liu Yunshan, mencionou em uma reunião de ministros da propaganda a "desenvolvimento de uma cultura da internet saudável e positiva" e a "necessidade de consolidar e fortalecer a opinião pública dominante de pensamento positivo e saudável". Em 27 de fevereiro de 2014, Xi Jinping assumiu pessoalmente a presidência do Grupo de Liderança Central de Segurança e Informatização da Internet, e em seu discurso na primeira reunião, ele propôs que "sem segurança da internet, não há segurança nacional". Vários meios de comunicação de renome mundial também reportaram amplamente sobre suas práticas de repressão à expressão na internet.
A partir de junho de 2014, a Administração Nacional de Rádio e Televisão (ANRTV) começou a restringir o controle dos serviços de televisão pela internet, acusando vários decodificadores de televisão pela internet de violar as políticas. Eles exigiram que "todos os canais de download de aplicativos de televisão pela internet fossem fechados imediatamente", que os decodificadores de televisão pela internet parassem de fornecer recursos de replay e timeshift de programas de televisão e que os provedores de serviços solicitassem uma licença da ANRTV antes de fornecerem seus serviços. Em setembro, a ANRTV convocou as principais plataformas de vídeo para exigir que removessem seus aplicativos de TV. Em 18 de junho, a ANRTV emitiu um comunicado exigindo que todas as organizações de notícias reorganizassem seus escritórios de reportagem, sites, departamentos de operação e departamentos de edição. Eles proibiram os escritórios de reportagem de realizar entrevistas e reportagens em várias indústrias e áreas e proibiram jornalistas e escritórios de reportagem de publicar reportagens críticas sem a aprovação da organização de mídia. Em 7 de agosto, o Escritório de Informação da Internet do Estado emitiu "Regulamentos provisórios para o desenvolvimento e gerenciamento de serviços públicos de informações de ferramentas de comunicação instantânea", que exigiam que o WeChat implementasse o sistema de identificação real. Eles estipularam que as contas públicas criadas por organizações de notícias e sites de notícias podem publicar ou republicar notícias de política, e as contas públicas criadas por organizações não jornalísticas que obtiveram a qualificação de serviço de informação de notícias da Internet podem republicar notícias de política. Outras contas públicas não autorizadas não podem publicar ou republicar notícias de política. Os infratores serão sujeitos a medidas como avisos do provedor de serviços, restrição de publicação, suspensão de atualização e até mesmo fechamento de contas, e seus registros serão mantidos e relatados aos departamentos de supervisão pertinentes.
Em janeiro de 2013, a revista semanal chinesa Sul da China (南方周末) publicou uma dedicatória em sua edição de ano-novo. O texto original era intitulado "Sonho da China, sonho da constituição", mas alguns funcionários da revista afirmaram que ele foi alterado sob pressão do departamento de propaganda do Comitê Provincial do Partido Comunista da China em Guangdong. A versão publicada continha vários erros factuais, o que levou a protestos dos funcionários da revista e a ampla atenção da mídia nacional e internacional.
Em agosto de 2013, o vice-diretor do Gabinete de Informação do Estado, Lu Wei, lançou os "Sete Princípios de Lu", que lançaram uma ação de limpeza da internet. Em março de 2014, Lu lançou a campanha "Internet Limpa 2014". Na véspera do aniversário do incidente da Praça da Paz Celestial (29 de maio), os serviços do Google foram totalmente bloqueados na China continental. Em agosto, serviços de comunicação como o Line também foram bloqueados. Em meio ao movimento de ocupação da Praça Central de Hong Kong, o Instagram foi bloqueado na China em 29 de setembro, após ter sido retirado das lojas de aplicativos chinesas em julho.
Em abril de 2014, o Escritório Nacional de Combate à Pornografia e à Imprensa Ilegal (掃黃打非辦) participou do lançamento de várias ações, incluindo a "Internet Limpa 2014". Como resultado, uma grande quantidade de sites com conteúdo pornográfico foram fechados, incluindo os canais de literatura do Sina, o site de compartilhamento de vídeos KuaiBo e o serviço de streaming de vídeo do Baidu.
Em janeiro de 2015, a China começou a bloquear serviços de rede privada virtual (VPN) estrangeiros.

### Cultura
Na reunião nacional de trabalho de propaganda e pensamento, realizada em 19 de agosto de 2013, Xi Jinping propôs a necessidade de "explicar claramente a cultura tradicional chinesa". Em dezembro de 2014 e fevereiro de 2015, o Politburo do Comitê Central do Partido Comunista da China realizou duas sessões de estudo, com os temas "Elevar o soft power nacional" e "Cultivar e promover os valores fundamentais do socialismo, promover as virtudes tradicionais chinesas", respectivamente. Nessas ocasiões, Xi Jinping propôs a necessidade de "trabalhar para a transformação criativa e o desenvolvimento inovador das virtudes tradicionais chinesas" e que "a formação e a promoção dos valores fundamentais do socialismo devem se basear na cultura tradicional chinesa".

## Militares
Xi Jinping enfatizou que é fundamental lembrar que a capacidade de lutar e vencer é o que define um exército forte. É necessário construir e se preparar com base no padrão de combate, para garantir que o Exército de Libertação Popular (ELP) sempre possa "ser chamado e vir, vir e lutar, e lutar e vencer".
Em novembro de 2013, o 18.º Congresso Nacional do Partido Comunista da China propôs a necessidade de "aprofundar a reforma da estrutura e do sistema do exército, promover a reforma das políticas e dos sistemas do exército e impulsionar o desenvolvimento profundo da integração civil-militar". Essa proposta foi incluída no plano geral de reforma abrangente.
Em março de 2014, o Comitê Central Militar para a Reforma da Defesa Nacional e do Exército foi estabelecido, com Xi Jinping como presidente, e Xu Qiliang e Fan Changlong como vice-presidentes. A primeira reunião plenária do comitê foi realizada, marcando o início da fase de implementação da reforma.
Em janeiro de 2015, a segunda reunião plenária do comitê foi realizada, visando implementar o plano de reforma proposto. Em julho do mesmo ano, a terceira reunião plenária do comitê aprovou o "Plano Geral de Reforma da Defesa Nacional e do Exército". Posteriormente, Xi Jinping presidiu uma reunião do Comitê Militar Central e do Comitê Permanente do Politburo do PCC para examinar o plano de reforma.
Em 3 de setembro de 2015, na cerimônia de comemoração do 70º aniversário da vitória da Guerra Anti japonesa e da Segunda Guerra Mundial, realizada em Pequim, Xi Jinping anunciou que a China reduziria seu efetivo militar em 300.000 pessoas. No mesmo ano, de 24 a 26 de novembro, Xi Jinping participou da reunião de trabalho de reforma do Comitê Militar Central, realizada em Pequim. Em seu discurso, ele propôs o princípio orientador de "o Comitê Militar Central comanda, as regiões militares combatem e as armas combatem". Isso incluiu medidas como ajustar a estrutura do Estado-Maior do Comitê Militar Central, implementar o sistema de múltiplos departamentos do Comitê Militar Central, formar o órgão de liderança do Exército de Libertação Popular, fortalecer o sistema de liderança e gestão das armas militares, ajustar e definir novamente as regiões militares, formar órgãos de comando conjunto de operações regionais, fortalecer os órgãos de comando conjunto de operações do Comitê Militar Central, e também propôs formar um novo Comitê Militar Central de Supervisão e Inspeção e um Comitê Político-Legal das Forças Armadas, e formar um Escritório de Auditoria do Comitê Militar Central.
Em 31 de dezembro de 2015, o Exército de Libertação Popular estabeleceu oficialmente o órgão de liderança do Exército, ao mesmo tempo que formou as Forças de Apoio Estratégico e reformou o Segundo Corpo de Artilharia com a Força de Foguetes. Em 11 de janeiro de 2016, o Comitê Militar Central (CMC) reformou o sistema dos Quatro Quartéis-generais em 15 departamentos funcionais. Em 1º de fevereiro de 2016, as sete regiões militares originais foram abolidas e substituídas por cinco novas regiões militares: leste, sul, oeste, norte e centro. Em 13 de setembro de 2016, a cerimônia de fundação das Forças de Logística e Suporte do CMC foi realizada no Grande Salão do Povo de Pequim. O ELP formou a Base de Logística de Wuhan, como o órgão máximo das Forças de Logística e Suporte do CMC, e lidera cinco centros de logística e suporte: Wuxi, Guilin, Xining, Shenyang e Zhengzhou.

## Membros principais atuais
Em 23 de outubro de 2022, o 20.º Comitê Central do Partido Comunista da China elegeu seus 24 membros do Comitê Político, dos quais 7 são membros do Comitê Permanente do Politburo.

### Comitê Permanente
| Posição | Titular       | Titular       | Hanzi  | Nascimento | Filiação | Local de nascimento | Nível acadêmico | Nº de funções | Ref.   |
| ------- | ------------- | ------------- | ------ | ---------- | -------- | ------------------- | --- | --- | ------ |
| 1       | Xi Jinping    | Xi Jinping    | 习近平 | 1953       | 1974     | Pequim              | Graduado - Doutorado em estudos jurídicos marxistas - Graduação em Engenharia química | Onze - Cargos no Partido - Secretário Geral do Comitê Central - Presidente da Comissão Central de Segurança Nacional do Comitê Central - Presidente da Comissão Central para o Aprofundamento Integral das Reformas - Chefe do Grupo Central de Trabalho para os Assuntos de Taiwan do Comitê Central - Chefe da Comissão Central de Assuntos Financeiros e Econômicos do Comitê Central - Chefe do Grupo Central de Trabalho para Segurança de Rede e Informatização do Comitê Central - Cargos Militares - Presidente da Comissão Militar Central - Comandante em chefe do Centro de Comando de Operações Conjuntas da Comissão Militar Central do Exército de Libertação Popular - Chefe do Grupo de Liderança para a Defesa Nacional e Reforma Militar da Comissão Militar Central - Chefe da Gabinete da Comissão Central para o Desenvolvimento Integrado Militar-Civil - Cargo Estatais - Presidente da República Popular da China | [ 76 ] |
| 2       | Li Qiang      | Li Qiang      | 李强   | 1959       | 1983     | Zhejiang            | Graduado - Mestrado em administração de Empresas - Programa de Pós-Graduação em Economia Mundial - Programa de Pós-Graduação em Gestão de Engenharia - Bacharelato em Mecanização agrícola | Oito - Cargos no Partido - Diretor da Comissão Central de Organização Institucional - Vice-diretor da Comissão Central para o Aprofundamento Integral das Reformas - Vice-diretor da Comissão Central de Assuntos Financeiros e Econômicos - Vice-diretor da Comissão Central de Assuntos do Ciberespaço - Vice-diretor da Comissão Central de Relações Exteriores - Líder do Grupo Dirigente Central para Mudança Climática e Redução de Emissões - Líder do Grupo Dirigente do Partido Comunista do Conselho de Estado - Cargos estatais - Primeiro-ministro líder do Conselho de Estado | [ 77 ] |
| 3       | Zhao Leji     | Zhao Leji     | 赵乐际 | 1957       | 1975     | Shandong            | Graduado - Programa de Pós-Graduação em Moeda e Bancos - Bacharelato em Filosofia | Um - Cargo estatal - Presidente do Comitê Permanente do Congresso Nacional do Povo | [ 78 ] |
| 4       | Wang Huning   | Wang Huning   | 王沪宁 | 1955       | 1984     | Xangai              | Graduado - Mestrado em estudos jurídicos marxistas - Programa de pós-graduação em política internacional - Bacharelato em francês                                                          | Um - Departamento de Organização - Presidente do Comitê Nacional da Conferência Consultiva Política do Povo Chinês | [ 79 ] |
| 5       | Cai Qi        | Cai Qi        | 蔡奇   | 1955       | 1975     | Fujian              | Graduado - Doutorado em Economia política - Pós-Graduação em Direito Econômico - Bacharelato em Educação Política                                                                          | Três - Cargos no Partido - Primeiro secretário do Secretariado do Comitê Central - Diretor do Gabinete Geral do Comitê Central - Diretor do Gabinete do Secretário-Geral do Comitê Central | [ 80 ] |
| 6       | Ding Xuexiang | Ding Xuexiang | 丁薛祥 | 1962       | 1984     | Jiangsu             | Graduado - Mestrado em ciência e gestão - Bacharelato em Engenharia | Um - Cargos estatais - Primeiro Vice-primeiro ministro do Conselho de Estado | [ 81 ] |
| 7       | Li Xi         | Li Xi         | 李希   | 1956       | 1982     | Gansu               | Graduado - Mestrado em Economia e Gestão - Graduação em Literatura | Dois - Cargos no Partido - Secretário do Comitê Permanente da Comissão Central de Inspeção Disciplinar - Diretor do Grupo Líder Central para o Trabalho de Inspeção: | [ 82 ] |

### Politburo
| Titular do cargo | Titular do cargo | Hanzi  | Nascimento | Filiação | Local de nascimento | Nível acadêmico | Nº de funções | Ref.    |
| ---------------- | ---------------- | ------ | ---------- | -------- | ------------------- | --------------- | --- | ------- |
| Cai Qi           | Cai Qi           | 蔡奇   | 1955       | 1975     | Fujian              | Graduado        | Três - Cargos no Partido - Primeiro secretário do Secretariado do Comitê Central - Diretor do Gabinete Geral do Comitê Central - Diretor do Gabinete do Secretário-Geral do Comitê Central | [ 80 ]  |
|                  | Chen Jining      | 陈吉宁 | 1964       | 1984     | Liaoning            | Graduado        | Um - Cargos no Partido - Secretário do Comitê Municipal do Partido Comunista de Xangai | [ 84 ]  |
|                  | Chen Min'er      | 陈敏尔 | 1960       | 1982     | Zhejiang            | Graduado        | Um - Cargos no Partido - Secretário do Comitê Municipal do Partido Comunista de Tianjin | [ 85 ]  |
|                  | Chen Wenqing     | 陈文清 | 1960       | 1983     | Sichuan             | Graduado        | Um - Cargos no Partido - Secretário da Comissão Central de Assuntos Políticos e Jurídicos | [ 86 ]  |
| Ding Xuexiang    | Ding Xuexiang    | 丁薛祥 | 1962       | 1984     | Jiangsu             | Graduado        | Um - Cargos estatais - Primeiro Vice-primeiro ministro do Conselho de Estado | [ 81 ]  |
|                  | He Lifeng        | 何立峰 | 1955       | 1981     | Guangdong           | Graduado        | Dois - Cargos no Partido - Diretor da Comissão Central de Assuntos Financeiros e Econômicos - Cargo Estatais - Segundo Vice-primeiro ministro do Conselho de Estado | [ 87 ]  |
|                  | He Weidong       | 何卫东 | 1957       | 1978     | Fujian              | Graduado        | Dois - Cargos no Partido - Segundo Vice-presidente da Comissão Militar Central - Cargo Estatais - Segundo Vice-presidente da Comissão Militar Central | [ 88 ]  |
|                  | Huang Kunming    | 黄坤明 | 1956       | 1976     | Fujian              | Graduado        | Um - Cargos no Partido - Secretário do Comité Provincial do Partido de Guangdong | [ 89 ]  |
|                  | Li Ganjie        | 李干杰 | 1964       | 1984     | Hunan               | Graduado        | Um - Cargos no Partido - Chefe do Departamento de Organização do Comitê Central do Partido Comunista Chinês | [ 90 ]  |
|                  | Li Hongzhong     | 李鸿忠 | 1956       | 1976     | Shenyang            | Graduado        | Um - Cargo Estatais - Primeiro Vice-presidente do Comitê Permanente do Congresso Nacional do Povo | [ 91 ]  |
| Li Qiang         | Li Qiang         | 李强   | 1959       | 1983     | Zhejiang            | Graduado        | Oito - Cargos no Partido - Diretor da Comissão Central de Organização Institucional - Vice-diretor da Comissão Central para o Aprofundamento Integral das Reformas - Vice-diretor da Comissão Central de Assuntos Financeiros e Econômicos - Vice-diretor da Comissão Central de Assuntos do Ciberespaço - Vice-diretor da Comissão Central de Relações Exteriores - Líder do Grupo Dirigente Central para Mudança Climática e Redução de Emissões - Líder do Grupo Dirigente do Partido Comunista do Conselho de Estado - Cargos estatais - Primeiro-ministro líder do Conselho de Estado | [ 77 ]  |
|                  | Li Shulei        | 李书磊 | 1964       | 1986     | Henan               | Graduado        | Um - Cargos no Partido - Chefe do Departamento de Publicidade do Comitê Central do Partido Comunista Chinês | [ 92 ]  |
| Li Xi            | Li Xi            | 李希   | 1956       | 1982     | Gansu               | Graduado        | Dois - Cargos no Partido - Secretário do Comitê Permanente da Comissão Central de Inspeção Disciplinar - Diretor do Grupo Líder Central para o Trabalho de Inspeção: | [ 82 ]  |
|                  | Liu Guozhong     | 刘国中 | 1962       | 1986     | Heilongjiang        | Graduado        | Um - Cargo Estatais - Quarto Vice-primeiro ministro do Conselho de Estado | [ 93 ]  |
|                  | Ma Xingrui       | 马兴瑞 | 1959       | 1988     | Heilongjiang        | Graduado        | Um - Cargos no Partido - Secretário do Comitê Provincial do Partido Comunista de Xinjiang | [ 94 ]  |
|                  | Shi Taifeng      | 石泰峰 | 1956       | 1982     | Shanxi              | Graduado        | Dois - Cargos no Partido - Chefe do Departamento de Trabalho da Frente Unida do Comitê Central do Partido Comunista Chinês - Departamento de Organização - Vice-presidente do Comitê Nacional da Conferência Consultiva Política do Povo Chinês | [ 95 ]  |
| Wang Huning      | Wang Huning      | 王沪宁 | 1955       | 1984     | Xangai              | Graduado        | Um - Gabinete Organizacional - Presidente do Comitê Nacional da Conferência Consultiva Política do Povo Chinês | [ 79 ]  |
|                  | Wang Yi          | 王毅   | 1953       | 1981     | Pequim              | Graduado        | Dois - Cargos no Partido - Diretor da Comissão Central de Assuntos Exteriores - Cargo Estatais - Ministro das Relações Exteriores da República Popular da China | [ 96 ]  |
| Xi Jinping       | Xi Jinping       | 习近平 | 1953       | 1974     | Pequim              | Graduado        | Onze - Cargos no Partido - Secretário Geral do Comitê Central - Presidente da Comissão Central de Segurança Nacional do Comitê Central - Presidente da Comissão Central para o Aprofundamento Integral das Reformas - Chefe do Grupo Central de Trabalho para os Assuntos de Taiwan do Comitê Central - Chefe da Comissão Central de Assuntos Financeiros e Econômicos do Comitê Central - Chefe do Grupo Central de Trabalho para Segurança de Rede e Informatização do Comitê Central - Cargos Militares - Presidente da Comissão Militar Central - Comandante em chefe do Centro de Comando de Operações Conjuntas da Comissão Militar Central do Exército de Libertação Popular - Chefe do Grupo de Liderança para a Defesa Nacional e Reforma Militar da Comissão Militar Central - Chefe da Gabinete da Comissão Central para o Desenvolvimento Integrado Militar-Civil - Cargo Estatais - Presidente da República Popular da China | [ 76 ]  |
|                  | Yin Li           | 尹力   | 1962       | 1980     | Shandong            | Graduado        | Um - Cargos no Partido - Secretário do Comitê Municipal do Partido Comunista de Pequim | [ 97 ]  |
|                  | Yuan Jiajun      | 袁家军 | 1962       | 1992     | Jilin               | Graduado        | Um - Cargos no Partido - Secretário do Comitê Municipal do Partido Comunista de Chongqing | [ 98 ]  |
|                  | Zhang Guoqing    | 张国清 | 1964       | 1984     | Henan               | Graduado        | Um - Cargo Estatais - Terceiro Vice-primeiro ministro do Conselho de Estado | [ 99 ]  |
|                  | Zhang Youxia     | 张又侠 | 1950       | 1969     | Pequim              | Graduado        | Dois - Cargos no Partido - Primeiro Vice-presidente da Comissão Militar Central - Cargo Estatais - Primeiro Vice-presidente da Comissão Militar Central | [ 100 ] |
| Zhao Leji        | Zhao Leji        | 赵乐际 | 1957       | 1975     | Shandong            | Graduado        | Um - Cargo estatal - Presidente do Comitê Permanente do Congresso Nacional do Povo | [ 78 ]  |